# Geschiedenis van het pausschap
Het christendom ontstaat uit het jodendom, daar de christenen het Oude Testament of Tenach erkennen. De christenen geloven dat Jezus de zoon van God is en de messias (Hebreeuws; in het Grieks christos) die voorspeld en aangekondigd werd in het Oude Testament. De term christenen voor aanhangers van het christelijk geloof werd voor het eerst gebruikt in Antiochië, en is gebaseerd op het feit dat het geloof in Jezus Christus centraal staat in het christendom. Twee gebeurtenissen worden gezien als belangrijke oorzaken voor het feit dat de joodse stroming binnen de christelijke kerk steeds meer terrein verloor en dat de christelijke kerk helemaal los kwam te staan van het jodendom, de Val van Jeruzalem (70) en het verbod van keizer Hadrianus met alles wat met het joodse geloof te maken had.

## Vroege christendom
De periode voor het Edict van Milaan (313) wordt beschreven in het artikel over het vroege christendom.

## Oost-Romeinse dominantie (313-751)
Bepalend voor het christendom is de houding van keizer Constantijn de Grote, die geloofde in godsdienstvrijheid en geïnteresseerd was in het christelijk geloof via zijn moeder Helena van Constantinopel. Zijn interesse ging zover dat hijzelf het Eerste Concilie van Nicea (325) bijeenriep. Tijdens dat concilie werd de Geloofsbelijdenis van Nicea-Constantinopel of de fundamentele doctrines van het christendom vastgelegd. Zijn interesse ging natuurlijk over macht en de controle er over. De christelijke geschiedschrijving eindigt dat Constantijn zich op zijn sterfbed liet dopen.
De pausen hadden reeds in de 4e eeuw aanzienlijke grondgebieden rond Rome verworven door privé schenkingen, het Patrimonium Petri. De eerste schenking zou het Lateraans Paleis zijn geweest door keizer Constantijn. Later zullen de pausen dit opblazen tot de Donatio Constantini.  Ze wisten dit in de 5e eeuw uit te breiden door in de nadagen van het instortende West-Romeinse Rijk bescherming tegen invallende barbaren te bieden. Deze bezittingen maakten de bisschop van Rome in de 6e eeuw tot een van de grootste grondbezitters in Italië.
Keizer Theodosius I, die in 381 slechts keizer was van het Oost-Romeinse Rijk, wou de kerk aan zijn zij en riep het Concilie van Constantinopel I bijeen. Zijn bedoeling was de macht van de ariaanse keizerin Iustina, keizerin in het West-Romeinse Rijk, aan te tasten, door bisschop Ambrosius van Milaan te steunen. Ten tweede wilde hij zijn hoofdstad Constantinopel opwaarderen tot bisschopstad. Er was nu een tetrarchie (vier patriarchaten), Rome, Constantinopel, Alexandrië en Antiochië. Paus Damasus I (366-384), reageerde hierop met de term (voor het eerst) paus en stelde hiermee de kerk van Rome boven de andere kerken stond.
Alhoewel de kerk een krachtige geloofsbelijdenis had, waren er nog veel onduidelijkheden. De positie over de christologie in de geloofsleer en het primaatschap van Petrus. Een groot diplomaat was paus Leo I (440-461). Hij leefde ten tijde toen Attila de Hun, West-Europa onder de voet liep en de  Vandalenkoning Geiseric, Rome plunderde. Op kerkelijk gebied trok keizerin Aelia Pulcheria de lakens naar zich toe. Paus Leo I ging bij de nieuwe keizer Marcianus pleiten voor een nieuw concilie, om de dingen duidelijk te stellen. In 451 kwam het Concilie van Chalcedon bijeen. Dit concilie wordt beschouwd als een van de grote pijlers van het christendom. Tijdens dit concilie werd de positie van Constantinopel opnieuw bevestigd en werd Jeruzalem als vijfde patriarchaatszetel erkend (pentarchie).
Sinds Constantijn I is de invloed van de keizer zeer groot. De keizer moeide zich met aanstellingen en geloofszaken. Zo ook keizer Justinianus I, die het Tweede Concilie van Constantinopel bijeenriep en de pausen aanstelde.
De situatie in de 6de eeuw in de stad Rome was rampzalig, na nog eens tweemaal te zijn geplunderd in 546 en 549. Qua uitstraling stelde Rome niets meer voor. Door de hervormingen van paus Gregorius I en het overstappen op een centraal bestuur kreeg de kerk het karakter van een eenheidsstaat. Door missiewerk kan hij de landen in West-Europa terug bij de Roomse Kerk doen aansluiten. De Gregoriaanse missie onder Augustinus van Canterbury naar Engeland is de meest gekende. Tal van andere hervormingen zijn van zijn hand. Voor de Katholieke Kerk is keizer Phocas een goede vorst, omdat hij het bestuur van de Stad Rome aan de Paus overliet.
Zijn opvolger keizer Herakleios was minder toegefelijk. In 640 liet hij het Lateraans Paleis plunderen en eiste dat de pausen zijn standpunt, de Ecthesis, in verband met de Christologie, zouden uitdragen. De weigering van paus Martinus I om dit te doen leidde tot zijn verbanning. De plooien werden glad gestreken met het Concilie van Constantinopel III (680-681). De relatie met volgende Byzantijnse keizers verliep steeds stroef.
Keizer Leo III, die Byzantium tenauwernood van de ondergang redde, had een groot gebrek aan geld. Ook was hij beïnvloed door de islamitische visie op religie, vooral de kijk op beeldenverering. Rond 730 begon het iconoclasme. Toen paus Gregorius II weigerde keizer Leo III financieel te steunen, noch zijn ideeëngoed wilde volgen, werden er moordplannen opgesteld. Dit dreef Gregorius in de armen van de Longobarden. De verstandhouding tussen Gregorius en Liutprand van de Longobarden gaf de Pauselijke Staat bescherming en een gift, de Donatio di Sutri.

## Opkomst van de Franken (751-962)
In 751 vermoordde de Longobarden-koning Aistulf de laatste exarch van Ravenna, Eutychius, en hield het exarchaat Ravenna op te bestaan. Paus Stefanus II (III) riep in 754 de hulp van de Frankische koning Pepijn de Korte in. Pepijn versloeg de Longobarden en schonk de voormalige Byzantijnse gebieden, het exarchaat Ravenna, het hertogdom Rome en de Pentapolis aan de paus, de Pepijnse Schenking.
De precaire situatie van de pausen, was tijdens de beginperiode van Pepijns' opvolger, Karel de Grote, er niet op verbeterd. Het Tweede Concilie van Nicea (787) waarbij de westerse en oosterse kerk een gezamenlijk standpunt innamen, over het iconoclasme, liet Karel de Grote niet onberoerd (zie Libri Carolini). In Constantinopel, was er in 797 een vrouw aan de macht gekomen, Irene van Byzantium. Het werd tijd om positie in te nemen. Op kerstdag van het jaar 800 kroonde paus Leo III, Karel tot keizer van het 'Romeinse Rijk', waarmee hij feitelijk een concurrent creëerde voor de (Oost-)Romeinse keizer. Hiervoor steunde Karel de pausen in hun strijd tegen de Romeinse adel en eventuele islamitische invallen van de Saracenen.
Na het uiteenvallen van het rijk van Karel de Grote, kan paus Nicolaas I beschouwd worden als de meest invloedrijke van de 9de eeuw. Hij stelde dat hij suzereiniteit had over alle christenen, zelfs koningen, bisschoppen en adel, in kwesties van geloof en moraal. Hij ging in de aanval tegen de patriarch van Constantinopel en speelde een belangrijke rol in de kerstening van Scandinavië. Hij had goede relaties met Boris I van Bulgarije.
Na de dood van Karel de Dikke viel de Kerkelijke Staat, zoals de rest van het Karolingische Rijk, in handen van plaatselijke heersers. De graven van Tusculum zullen gedurende zestig jaar de paus aanduiden, beginnende met paus Sergius III tot en met paus Johannes XII.

## Ottoonse hervormingen (962-1061)
Toen Berengarius II in 960 het noorden van de Kerkelijke Staat bezette, vroeg paus Johannes XII, Otto I de Grote om hulp. Op 2 februari 962 werd Otto in Rome, naar voorbeeld van Karel de Grote, door de paus tot keizer gekroond. In navolging van de Pepijnse schenking, sloot hij met de paus een overeenkomst, de Diploma Ottonianum. De invloed van keizer Otto II en keizer Otto III op de Kerkelijke Staat was groot. Paus Gregorius V en paus Silvester II waren nauw verbonden met de keizerlijke familie.
Na de dood van Otto III in 1002 namen de Romeinse baronnen het heft terug over, eerst met Johannes II Crescentius en daarna opnieuw de graven van Tusculum. Het hoogtepunt werd bereikt in 1046 toen er plots drie pausen waren. De Duitse koning Hendrik III riep de Synode van Sutri bijeen en zette de drie pausen af. Vanaf die periode is de sterke man achter de schermen, Hildebrand van Sovana, de latere paus Gregorius VII. In 1059 vaardigde paus Nicolaas II de pauselijke bul, In nomine Domini uit, die de modaliteiten van de verkiezing van een nieuwe paus bepaalde.

## Investituurstrijd (1061-1198)
De Investituurstrijd (het recht tot het aanstellen van een ambt) begon met de pausverkiezing van 1061 tussen paus Alexander II (kandidaat van Hildebrand) en tegenpaus Honorius II (uit het keizerlijke kamp). De strijd bereikte zijn hoogtepunt met de afzetting van paus Gregorius VII en daaropvolgende excommunicatie van Hendrik IV (1076). Uiteindelijk zal Gregorius aan het kortste eind trekken.
1095. De impasse was totaal. Er waren twee pausen, twee koningen van Duitsland en de Franse koning was geëxcommuniceerd. Paus Urbanus II vond een uitweg buiten Europa, een gemeenschappelijk doel. Hij pleitte voor een tocht naar het Heilig Land, met een verenigd leger van alle christenen om het Heilig Graf te bevrijden en de christenen van het Oosten die door de islam werden verdrukt, te bevrijden. De oproep tot de Eerste Kruistocht.
Paus Calixtus II riep het Concordaat van Worms (1122) en het Eerste Lateraans Concilie (1123) bijeen. Er werd overeengekomen dat bisschoppen van onderuit werden verkozen en niet van bovenaf. Kerk en Staat konden met deze holle verklaring leven. Daarna ruziënde de pausen verder. Het verslag van het Tweede Lateraans Concilie (1139) werd opgetekend door Gratianus, wat later zeer belangrijk zal zijn voor het canoniek recht.
Alhoewel de kruistochten de druk van de ketel wegnamen, verdween de strijd om de Heilige Stoel niet. Nu kwam het ongenoegen van onderuit. Arnold van Brescia, een geleerde asceet, greep in 1145 de macht in Rome. Op andere plaatsen verschenen opstandige groeperingen, zoals de Waldenzen en de Katharen. Paus Lucius III vaardigde in 1184 de bul Ad abolendam uit, tegen in de ogen van de Katholieke kerk, de ketterij. Deze bul kan beschouwd worden als het begin van de Inquisitie.

## Pausen aan de macht (1198-1309)
De juiste man op de juiste plaats. Paus Innocentius III was voogd van de zoon van keizer Hendrik VI, Frederik II, toen de strijd uitbrak in 1198 tussen de Welfen en de Ghibellijnen, tussen Otto IV van Brunswijk en Filips van Zwaben om de troon van Duitsland. Innocentius studeerde theologie in Parijs en jurisprudentie te Bologna. Hij wordt vrij algemeen gezien als een van de machtigste en invloedrijkste pausen in de geschiedenis van het pausdom. Hij oefende een grote invloed uit op de christelijke regimes van Europa. Hij beweerde de suprematie te hebben boven alle Europese koningen, zie zijn pauselijke tiara.
Begin 13de eeuw had je vier pausen, de naam kerkelijk leider waardig. Allen hadden gestudeerd aan de universiteit van Bologna en/of Parijs. Het canoniek recht nam geschreven vorm aan. Raymundus van Peñafort zette de Penitentiaria, een van de pauselijke rechtbanken, op punt. Tegelijk kreeg hij de opdracht om de vele duizenden decretalen, pauselijke vonnissen in briefvorm, te verzamelen en te redigeren tot een goed gestructureerd kerkelijk wetboek. Het Vierde Lateraans Concilie wordt gezien als het belangrijkste van de middeleeuwse concilies.
In 1245 zette paus Innocentius IV keizer Frederik II af en later werden alle resterende Hohenstaufers geëxcommuniceerd. Dit bracht het Groot-Interregnum mee in Duitsland. De invloedrijkste koning in Europa tussen 1250 en 1270 was, Lodewijk IX van Frankrijk. Ook in het pausdom werd de Franse invloed groot.
Het gedachtegoed begin 13de eeuw kwam voornamelijk uit de Universiteit van Bologna, de faculteit rechten, tweede helft 13de eeuw domineerde de Universiteit van Parijs, faculteit theologie, met belangrijke figuren als Albertus Magnus en Thomas van Aquino.

## Babylonische ballingschap (1309-1377)
De twee strekkingen geraakten in conflict met elkaar, eerst spiritueel daarna politiek. Het begon met oeverloze discussies tijdens de pausverkiezing 1268-1271 en eindigde met de Babylonische ballingschap der pausen (1309-1376). Decennia lang was er discussie tussen de Duitse keizer en de Paus en nu was het aan de beurt van de Franse koningen. Het conflict tussen Filips IV van Frankrijk en paus Bonifatius VIII mondde uit in de bul Unam Sanctam (1302), waarin Bonifatius het primaatschap van de paus uitriep: de geestelijke macht (paus) stond volgens hem boven de wereldlijke (koning).
Zijn opvolger paus Benedictus XI verzoende zich met de Franse koning en annuleerde alle sancties. De opvolger van Benedictus XI, Clemens V, die bisschop van Bordeaux was geweest, verhuisde in 1309 de apostolische stoel van Rome naar Avignon. Filips had hem overtuigd om in Avignon te blijven, wat de macht van de Franse koning over de Kerk nog vergrootte. Het was het begin van de Babylonische ballingschap der pausen.

## Westers Schisma (1378-1417)
Onder druk van de publieke opinie en de overtuigingskracht van twee mystica, Birgitta van Zweden en Catharina van Siena keerden de pausen terug naar Rome. Het resultaat was nog erger dan van tevoren. Er waren nu twee pausen, één Avignon en één in Rome. Deze periode kreeg de naam, het Westers Schisma (1378-1417). Een poging de patstelling te doorbreken, eindigde met drie pausen.
Rooms koning Sigismund van Luxemburg slaagde erin het kluwen van het Westers Schisma te ontwarren tijdens het Concilie van Konstanz (1414-1418). De nieuwe en enige paus werd Martinus V. Koning Sigismund had er wel een groot offer voor nodig, namelijk de veroordeling van zijn landgenoot Jan Hus.

## Renaissance (1417-1517)
De terugkeer naar Rome (1420) introduceerde de renaissance en het humanisme in de Kerkelijke Staat. Vanaf paus Paulus II deed het nepotisme zijn intrede. De ene renaissancepaus was al gortiger dan de andere. Paus Sixtus IV, de man van de Sixtijnse Kapel, plunderde de pauselijke schatkist. Deze moest worden aangevuld met nieuwe middelen, die sterk verzet uitlokten; verhoogde premies voor het verkrijgen van prebenden, het koopbaar maken van ambten (simonie) en het uitschrijven van nieuwe aflaten.
Paus Innocentius VIII keurde met zijn bul Summis desiderantes affectibus, de heksenvervolging goed. Paus Alexander VI of Rodrigo Borgia erkende zijn vier nog in leven zijnde kinderen Juan, Cesare, Joffre en Lucrezia, die hij rijkelijk bedeelde. Paus Julius II, neef van Sixtus IV, wordt ook de oorlogspaus genoemd.  Hij stelde zich ten doel het onder paus Alexander grotendeels verloren gebied van de Kerkelijke Staat terug te winnen. Ook de heropbouw van de stad Rome kreeg zijn volle aandacht. Hij trok daarvoor vele kunstenaars aan, van wie sommigen nog in onze tijd grote bekendheid genieten. Bewust van de groeiende onvrede, riep Paulus het Vijfde Lateraans Concilie (1512-1517) bijeen.

## Reformatie en Contrareformatie (1517-1618)
De hervormingen bleven uit. Paus Leo X, tweede zoon van Lorenzo I de' Medici, hield zich verder bezig met de vrijwaring van de Kerkelijke Staat en het verder opbouwen en voltooien van de Sint-Pietersbasiliek. Zeven maanden na het Concilie spijkerde Maarten Luther zijn 95 stellingen aan de deur van de slotkerk te Wittenberg. Niet bewust van de draagwijdte van de aanklacht, reageerde Leo met de bul Decet Romanum Pontificem, waarbij hij Luther excommuniceerde.
Paus Clemens VII (1523-1534), neef van Leo X, steunde Frans I van Frankrijk in de Italiaanse Oorlogen. Dit had zware gevolgen voor de Kerkelijke Staat. In 1527 werd Rome geplunderd en in 1530 was hij verplicht Karel van Habsburg tot keizer te kronen. Clemens VII was grotendeels verantwoordelijk voor de sterke verspreiding van de Reformatie in de noordelijke Europese landen. Door zijn afwachtende en diplomatieke houding, en zijn categorische weigering om op verzoek van de keizer een algemeen concilie bijeen te roepen, verknoeide de paus niet alleen een mogelijkheid de verzoening tussen de Kerk en de Reformatie te realiseren, zijn onhandige optreden in de echtscheiding van Hendrik VIII van Engeland, die hij in 1533 excommuniceerde, leidde ook tot de afscheiding van de Anglicaanse Kerk. Hij toonde evenmin sympathie voor de hervormingsbewegingen die binnen de Kerk al actief waren, en die later zouden leiden tot de stichting van religieuze orden als de jezuïeten, ursulinen en kapucijnen.
De druk tot hervorming kwam voornamelijk van keizer Karel. Eerst met de Rijksdag van Augsburg (1530) en daarna dwong hij paus Paulus III tot het Concilie van Trente. Tergend traag verliep het concilie, van 1545 tot 1563, dat hij in 1555, een jaar voor zijn aftreden, de clausule Cuius regio, eius religio aannam. Dankzij paus Pius IV en zijn neef Carolus Borromeus werd het Concilie van Trente afgerond, de kern van de Contrareformatie, met de Jezuïetenorde als instrument.
De hervormingen begonnen met paus Pius V, die zich inzette voor de realisering van de bepalingen van het Concilie van Trente. Met behulp van regelgeving zorgde hij ervoor dat de orde van de koorgebeden geregeld werd en de rituelen van de Heilige Mis werden vastgelegd. Zijn doel was één universele Kerk creëren waarbij de Mis overal hetzelfde en gelijk is. Tijdens zijn beleid werd de Catechismus Romanus en  de zogenaamde Tridentijnse H. Mis gepubliceerd.
Paus Gregorius XIII en paus Sixtus V staan respectievelijk gekend als hervormer van de juliaanse kalender en Sixtus als de stadsplanner van Rome. Het beeld dat Rome nu kenmerkt, is voor een groot stuk terug te brengen op Sixtus’ stadsuitbreiding. Het wordt beschouwd als een van de effectiefste uitbreidingsplannen van Rome en als het begin van de moderne stadsplanning. De barokarchitectuur vindt hier zijn intrede.
Paus Clemens VIII onderhandelde in het Frans-Spaansconflict, dat werd bezegeld met de Vrede van Vervins in 1598.

## Barokpausen (1618-1740)
Pausen Urbanus VIII en Innocentius X maakten van de Europese conflicten tijdens de Dertigjarige Oorlog (1618-1648) gebruik om de Kerkelijke Staat te versterken en op te luisteren. De Oorlogen van Castro zijn hier een mooi voorbeeld van. Onder het pontificaat Innocentius X viel de veroordeling van Cornelius Jansenius vanwege de kwestie van diens vijf stellingen, door de bul Cum occasione (31 mei 1653).
We moeten wachten tot paus Innocentius XI (1676-1689) en paus Innocentius XII (1691-1700) vooraleer er iets werd gedaan aan het nepotisme. Innocentius lag tijdens zijn pontificaat geregeld overhoop met Lodewijk XIV van Frankrijk, hij verzette zich tegen het te drastisch optreden tegen het protestantisme, maar zette zich onvermoeibaar in voor de vrijwaring van inval van de Ottomanen in Centraal-Europa en de Balkan.  Onder zijn impuls werd een nieuwe Heilige Liga (1684) opgericht.

## De Verlichting (1740-1869)
De grootste hervormer van de 18de eeuw was paus Benedictus XIV. Benedictus' pontificaat (1740-1758) was erop gericht het pausdom en de kerk te moderniseren: hij bevorderde de oprichting van seminaries, beschermde hervormingsgezinde theologen en historici. Hij was tegen reactionaire krachten, hij beperkte de vrijheid van de Congregatie van de Index (hij beschouwde de oude index als kleingeestig) en riep haar op tot matiging. Hij hervormde de heiligenkalender - en beperkte daarbij het aantal heiligenfeesten-, hij voerde praktische veranderingen door van de pauselijke instellingen, verminderde de kerkelijke belastingdruk en moderniseerde de landbouw in de kerkelijke staat. In zijn encycliek Allatae sunt (26 juli 1755) verleende hij zijn steun aan de katholieken van de oriëntaalse ritus die onder druk werden gezet de Latijnse ritus over te nemen. Hij veroordeelde op 16 oktober 1756 het gebruik om de laatste sacramenten te weigeren aan Franse geestelijken die nog gekant waren tegen Unigenitus, de bul van paus Clemens XI uit 1713 die bepaalde aspecten van het jansenisme streng veroordeeld had.
Benedictus XIV was de eerste paus die de encycliek systematisch gebruikte als een vorm van onderwijzing. Daarnaast was hij de eerste paus die het huwelijk tussen protestanten en katholieken erkende: de bul Benedictina (declaratio) van 4 november 1741 verklaarde de gemengde huwelijken die in de Lage Landen zonder de tridentijnse vorm gesloten waren, geldig. Deze bul is tot 1907 de grondslag geweest van het kerkelijk huwelijksrecht in confessioneel gemengde streken. Hij werd bewonderd door zowel katholieken en protestanten en won sympathie door zijn vriendelijkheid, vroomheid, tact en toegankelijkheid (hij wandelde regelmatig door Rome en onderhield zich met de mensen), ook bij aanhangers van de Verlichting zoals  Voltaire.
In politiek opzicht was Benedictus een realist: hij vermeed de directe confrontatie met wereldlijke heersers en sloot nieuwe concordaten met Sardinië, Napels, Spanje en Oostenrijk, hetgeen hem op kritiek kwam te staan van leden van de Curie. Benedictus XIV was gedurende zijn hele leven actief als geleerde en richtte verschillende academies en leerstoelen op. Hij liet de Libanese maronitische oriëntalist Giuseppe Simone Assemani (1687–1768) de eerste catalogus van de handschriften van de Vaticaanse Bibliotheek opstellen (1743 en 1757).
Voor zijn opvolger paus Clemens XIII gingen de hervormingen te snel. Hij bestreed de Verlichting in Frankrijk door de veroordeling van de Encyclopédie (1759). Zelf een jezuïet steunde hij de Sociëteit van Jezus, vooral nadat de orde verbannen werd uit Portugal. Priester Gabriel Malagrida beweerde dat de Aardbeving Lissabon 1755 een straf was van God. De kritiek verspreidde zich over de gans katholieke wereld, dat paus Clemens XIV verplicht was de orde af te schaffen, met de brief Dominus ac Redemptor in 1773.
Met paus Pius VI werd de klok teruggedraaid en vierde het nepotisme teug weer hoogtij. De hervormingen van keizer Jozef II stootte hem tegen de borst en hij dreigde met excommunicatie. Tegenover de Franse Revolutie had Pius VI geen inbreng, noch ideologisch noch diplomatiek. Hij veroordeelde weliswaar (1791) de Constitution civile du clérgé (1790) maar splitste hiermee de Franse clerus op in voor- en tegenstanders van de nieuwe Franse grondwet. Hij veroordeelde de Verklaring van de Rechten van de Mens en van de Burger op basis van zijn pauselijk gezag. Op 15 februari 1798 werd de Romeinse republiek uitgeroepen, Pius VI afgezet en verbannen naar Frankrijk.
Zijn opvolger paus Pius VII kreeg af te rekenen met Napoleon Bonaparte. Napoleon was voor de godsdienstvrijheid. In zijn streven een punt achter de revolutie te zetten wilde hij het katholieke deel van de bevolking verzoenen met de post-revolutionaire samenleving. Bonaparte streefde ook opnieuw naar meer staatscontrole op de Kerk. Ten slotte wilden de nieuwe eigenaars van de onteigende kerkelijke goederen (nationaal goed) gerustgesteld worden dat de Kerk die eigendommen niet zou terugeisen. Hij liet de paus terugkeren naar Rome en samen ondertekenden ze het Concordaat van 15 juli 1801.
In aanwezigheid van Pius VII kroonde Napoleon zichzelf in 1804 tot keizer. Keizer Napoleon I liet de geestelijken, de bisschoppen en de pastoors door de staat bezoldigen. Ook regelde hij de organisatie van de kerkfabrieken, die de materiële middelen van de Kerk moesten beheren. Toen Napoleon in 1809 de Kerkelijke Staat annexeerde en Pius VII daartegen bezwaar maakte, werd hij gevangengezet in Savona.
Na de val van Napoleon in 1814 keerde Pius VII terug naar Rome. Samen met kardinaal Ercole Consalvi begon de 74-jarige paus aan de restauratie: op 7 augustus 1814 herstelde hij de Orde der Jezuïeten. Ook de Index en de Inquisitie werden hersteld, en de joden moesten terug naar hun getto's. Een motu proprio van 1816 reorganiseerde de pauselijke staat. In 1817 werd de Propagande Fide (missie) verbeterd.
Paus Leo XII en paus Gregorius XVI waren ultra conservatief en de grondleggers van het ultramontanisme, een leer binnen het katholicisme, die de autoriteit van de paus in zaken van geloof en discipline benadrukt. Bijgestaan door zijn kardinaal-staatssecretaris Luigi Lambruschini was het verzet van Gregorius tegen elke moderniteit uitgegroeid tot een ware kruistocht; zo verzette hij zich fel tegen de aanleg van een spoorlijnnetwerk binnen de Kerkelijke Staat.
Paus Pius IX (1846-1878) was uit bittere noodzaak verplicht hervormingen toe te staan, maar die waren te weinig en kwamen te laat. Verschillende groeperingen binnen Rome haakten in op de gebeurtenissen in het buitenland. Pius IX zag zich gedwongen onder druk van de publieke opinie meer invloed van de burgers op het bestuur toe te staan, wat in maart 1848 resulteerde in de uitvaardiging van een nieuwe grondwet, de Statuto. Vanwege de precaire situatie nam Pius IX het besluit Rome voorlopig te ontvluchten. Na de herovering van de stad Rome begin juli 1849 door de Franse troepen werd een einde gemaakt aan de republiek. Elke vorm van liberalisering binnen de politiek van de Kerkelijke Staat werd teruggedraaid en bepaalde vrijheden waaronder die van de persvrijheid werden danig beperkt. Ook de rechtspraak werd verscherpt en de inquisitie werd opnieuw ingevoerd.
Met het uitroepen van het koninkrijk Italië in 1861 kwam de Romeinse kwestie, het lot van de Kerkelijke Staat, op de proppen. De daarop volgende negen jaar wist Pius IX zijn macht over de sterk gereduceerde Kerkelijke Staat te handhaven, dankzij de aanwezigheid van de Fransen en de zoeaven. Met het decreet Non Expedit in 1868 trachtte Pius IX alsnog invloed te verkrijgen over de katholieke bevolking. In het decreet werd het immers aan katholieken verboden deel te nemen aan parlementaire verkiezingen en was het niet toegestaan om zich kandidaat te stellen voor een zetel binnen het parlement.

## Romeinse kwestie (1869-1929)
Op 8 december 1869 startte het Eerste Vaticaans Concilie, het was het eerste algemeen concilie van de Katholieke Kerk na het Concilie van Trente meer dan 300 jaar tevoren. Het doel van het concilie was tweeledig: veroordeling van bepaalde dwalingen en aanpassing van de kerkelijke wetgeving aan de nieuwe tijd. Uiteindelijk werden er twee officiële constituties uitgevaardigd: Dei Filius en Pastor Aeternus. Ook tijdens dit concilie werd de onfeilbaarheid van de paus tot dogma verklaard. Het concilie kon niet worden voltooid vanwege de inname van Rome door de Italianen in 1870.
De volgende 59 jaar weigerden de pausen het Vaticaan te verlaten om te tonen aan de nieuwe Italiaanse regering, dat zij hun gezag over Rome niet accepteerden. Tijdens deze periode weigerden de pausen te verschijnen op het balkon van het Sint-Pietersplein, omdat het plein voor de Basiliek door Italiaanse troepen werd bezet. In deze periode werd de pauselijke zegen "Urbi et Orbi" gegeven op het balkon van de binnenplaats. De periode eindigde in 1929, met het Verdrag van Lateranen in 1929 en de oprichting van Vaticaanstad.
Op 20 februari 1878 volgde paus Leo XIII, paus Pius IX op . Hij probeerde de Kerk en de moderne samenleving van de negentiende eeuw dichter bij elkaar te brengen. In de encyclieken van Leo XIII: Diuturnum illud (1881) en Immortale Dei (1886) bracht hij naar voren dat de democratische staatsvorm niet in strijd was met de katholieke leer. Daarnaast onderstreepte hij het belang van de Bijbelstudie in zijn encycliek Providentissimus Deus uit 1893. Hij pleitte voor een katholieke wetenschapsbeoefening, en met name van de tot dan toe eerder gewantrouwde natuurwetenschappen. In de encycliek Aeterni Patris (1879) beval hij de studie van het thomisme aan en stichtte de Pauselijke Academie van Sint Thomas van Aquino. 
Zijn bekendste encycliek werd Rerum Novarum (1891) waarin de Kerk haar eigen sociale leer uiteenzette onder meer in reactie op het arbeidersvraagstuk. Als instrumenten om deze doelstellingen na te streven, werden zowel overheidsingrijpen als de vorming van vakbonden legitiem geacht.
Leo XIII schreef verder elf encyclieken over de rozenkrans en promootte het scapulier en was een bevorderaar van de Mariaverering en haar rol als middelares. Hij stond bekend om zijn diplomatieke gaven. Samen met Mariano Rampolla, zijn staatssecretaris van 1887 tot 1903, maakte Leo XIII ook een eind aan de gespannen verhouding met Otto von Bismarck, die tijdens de Kulturkampf de invloed van de Katholieke Kerk in Duitsland had willen terugdringen.
Het dichter bij elkaar brengen van Kerk en de moderne samenleving was voor paus Pius X geen vrijbrief voor modernisme en relativisme. Met de apostolische constitutie Lamentabili Sane Exitu ("met waarlijk erbarmelijke resultaten")  in de zomer van 1907 en de encycliek Pascendi Dominici Gregis van september 1907 veroordeelde Pius X het theologisch modernisme als "synthese van alle ketterijen".  Het subjectieve religieuze gevoel, de evolutie van de dogma's, de inhoudelijke verandering van de geloofswaarheden en de louter naturalistische ervaringstheologie vormden het gevaar voor de ware godsdienst en godsdienstbeleving. Deze anti-modernistische en reactionaire stromingen en tendensen worden soms met de term integralisme aangeduid. Het integralisme beperkte zich niet tot het theologische domein, maar richtte zich ook het maatschappelijke terrein van de politiek en economie. Boegbeeld van het integralisme was kerkhistoricus en curieprelaat Umberto Benigni (1862-1934), die verbonden was aan de pauselijke staatssecretarie in het Vaticaan en in 1906 het Sodalitium Pianum (="Verbond van Pius [V]") oprichtte, deze had een Europees netwerk van informanten opgebouwd die modernistische tendensen moesten rapporteren.
In lijn met zijn voorganger Pius X keerde paus Benedictus XV zich tegen de ideeën van het modernisme. Al in zijn eerste encycliek Ad Beatissimi Apostolorum riep hij op tot behoud van de eenheid binnen de katholieke kerk door modernistische ideeën af te wijzen. Toch was de strategie van Benedictus ten aanzien van het modernisme niet zo resoluut als die van zijn voorganger. De door Pius X opgerichte raad voor onderzoek van modernistische ideeën, bekend onder de naam Sodalitium Pianum, werd door de nieuwe paus opgeheven. Onder Benedictus XV werd de hervorming van het kerkelijk rechtboek afgerond, bevestigd door de pauselijke bul Providentissima Mater van 27 mei 1917.
Tijdens zijn pontificaat brak ook de Eerste Wereldoorlog uit. Benedictus XV kreeg de bijnaam de vredespaus. Zijn inzet voor de wereldvrede oogstte veel bewondering onder diverse regeringsleiders en (katholieke) organisaties. Veel lof ging uit naar de inzet, die de paus toonde voor zijn humanitaire betrokkenheid bij het lot van de oorlogsslachtoffers.
Paus Pius XI was de paus van het interbellum. Tijdens deze periode, werd hij geconfronteerd met de opkomst van communistische en fascistische regimes, die hij veroordeelde en stelde alternatieven voor. Hierbij riep hij onder meer overheden op om af te zien van te veel centralisatie van taken en vertrouwen te hebben in initiatieven van lagere overheden en verenigingen. Hierdoor zou de individuele mens zich ook beter kunnen ontplooien. Verbetering van de sociale positie van het individu (huisvesting, werk en opleiding) zou bijdragen tot rust in de maatschappij. Daarom vond hij dat de opleiding van priesters en invulling van het priesterambt zeer belangrijk. Pius was van mening dat "de priester door zijn roeping en goddelijke opdracht de belangrijkste apostel en onvermoeibare bevorderaar van de christelijke opvoeding van de jeugd was". Om dit alles te verbeteren had Pius XI opdracht gegeven tot de oprichting van verschillende seminaries en had reeds bestaande seminaries laten renoveren of toezeggingen gedaan, waardoor deze konden beschikken over meer geld en personeel. De opleiding van priesters beperkte zich niet alleen tot de westerse wereld, maar hij had ook aandacht voor de priesteropleidingen in de missiegebieden zelf.
Paus Pius XI schreef 31 encyclieken en maakte zich zorgen over de sterk toenemende secularisering van de maatschappij. Al in zijn eerste encycliek Ubi Arcano Dei Consilio uitte hij zijn zorg hierover en schreef hij de groeiende onrust in de samenleving toe aan het zich afkeren van het geloof in Jezus Christus. De scheiding van kerk en staat was daarbij de belangrijkste oorzaak, waarbij in het verlengde ook het godsdienstonderwijs en de rol van het gezin werden aangetast. Om zijn zorgen hierover te uiten wijdde Pius aparte encyclieken aan het onderwijs (Divini Illius Magistri uit 1929) en aan het christelijk huwelijk (Casti Connubii uit 1930).

## Vaticaan
Met dictator Benito Mussolini sloot hij het Verdrag van Lateranen in 1929. Een verdrag waarin de onafhankelijkheid en soevereiniteit van de Heilige Stoel werd erkend, de staat Vaticaanstad werd opgericht en de grens tussen Italië en Vaticaanstad werd bepaald. Hiermee kwam een einde aan de Romeinse kwestie.
Aan het begin van het pontificaat van paus Pius XII brak de Tweede Wereldoorlog uit. Ruim een maand na het uitbreken van de Tweede Wereldoorlog vaardigde Pius XII zijn eerste encycliek uit: Summi Pontificatus. In deze encycliek beschreef de paus de eenheid van het mensdom, zonder onderscheid van cultuur of afkomst. Ook nam hij stelling tegen de totalitaire staat, die slechts tot chaos zou leiden. In zijn encycliek liet Pius echter na de misstanden bij naam te noemen, iets wat hem na de oorlog als een van de kritiekpunten werd aangerekend. Hierdoor werden met name tijdens de oorlog veel van Pius’ woorden slechts geïnterpreteerd als zou hij zich direct uitgesproken hebben over de Jodenvervolgingen en andere misstanden onder het fascistisch bewind. Critici van Pius XII verwijten hem de stilte, terwijl historici tal van bewijzen aanvoeren die aantonen dat Paus Pius gedurende de periode 1939-1945 (maar ook daarvoor) niet zweeg, zoals de kerstrede van 1942. Het is duidelijk dat paus Pius XII echt actie ondernam ter bescherming van de Joden. Het Vaticaan was een draaischijf voor het verschaffen van onderdak of diplomatieke hulp. Dit was niet alleen zo voor Joden, maar ook anderen. Zo bleek na de oorlog, voor vooraanstaande nazi’s, de rattenlijn.
Paus Pius XII is niet alleen gekend voor zijn pontificaat tijdens WOII, maar is ook belangrijk voor zijn theologie. Naast zijn Summi Pontificatus, schreef hij ook Mystici Corporis Christi : de Kerk wordt lichaam genoemd, omdat het een levend wezen is; het wordt het lichaam van Christus genoemd, omdat Christus het hoofd en de stichter ervan is. Mediator Dei : in plaats van een louter passieve rol voor de gelovigen in de liturgie, moeten ze een actieve rol vervullen in het leven van hun parochie. Hij was een groot promotor voor de mariologie. Ook had hij een mening over de sociale vraagstukken van zijn tijd, zoals : de ethiek rond geneeskunde, seksualiteit, existentialisme...
Paus Johannes XXIII en paus Paulus VI staan gekend voor het Tweede Vaticaans Concilie (1962-1965) of het Aggiornamento, het ‘bij de tijd brengen’ (= moderniseren) van de Katholieke Kerk, het op meer positieve wijze de hedendaagse wereld tegemoet treden. Met zijn motu proprio (Ingravescentem Ætatem) kondigde Paulis VI de maatregel af, dat kardinalen van tachtig jaar en ouder geen deel meer mochten nemen in het conclaaf. Eveneens bepaalde hij dat bisschoppen en hoge curiefunctionarissen geacht werden op hun vijfenzeventigste verjaardag vrijwillig hun ontslag aan te bieden. Beide maatregelen gaven Paulus de gelegenheid een enorme vernieuwingsslag te maken binnen het College. Velen werden vervangen door anderen, waaronder veel bisschoppen uit de Derde Wereld. Paulus was ook de eerste paus die per vliegtuig rond de wereld reisde. Een ander vernieuwing was de Novus Ordo Missae, dit betekende dat de Heilige Mis in de volkstaal werd gegeven en de priester niet langer ad orientem (= naar het Oosten), maar met zijn gezicht naar het volk de mis diende.
Doch schipperde hij steeds tussen de traditie van de kerk enerzijds en de wil tot vernieuwing en verandering anderzijds. De encyclieken Sacerdotalis Caelibatus (24 juni 1967) standpunt over het celibaat en Humanae Vitae (25 juli 1968) standpunt over de geboorteregeling werden niet gewijzigd.
Na de dood van Paulus VI en het korte pontificaat van slechts 33 dagen van Albino Luciani (1912–1978), werd voor het eerst in de geschiedenis een Poolse paus gekozen: Johannes Paulus II (1920-2005). Hij speelde een grote rol bij de val van het communisme en stond bekend om zijn vele pastorale reizen. Hij kwam op voor godsdienstvrijheid, democratie en voor wat hij de "Cultuur van het Leven" heeft genoemd. Hij sprak zich uit tegen het communisme, het materialisme en een ongebreideld kapitalisme. Daarnaast verwierp hij de "Cultuur van de Dood" die zich volgens de katholieke leer onder meer uit in praktijken als abortus provocatus, euthanasie, anticonceptie, embryonaal stamcelonderzoek, verloedering van het milieu en het gebruik van de doodstraf in vredestijd. Hij was dan ook uitgesproken in zijn afkeer van oorlog voeren als oplossing voor problemen. Johannes Paulus II initieerde in 1984 de Wereldjongerendagen, haalde de banden aan met het jodendom, de oosters-orthodoxe kerken en de andere wereldgodsdiensten. Tijdens zijn pontificaat verscheen de Catechismus van de Katholieke Kerk. Hij schreef in het totaal veertien encyclieken.